# Czesław Znamierowski
Czesław Gabriel Stanisław Znamierowski (ur. 8 maja 1888 w Warszawie, zm. 26 września 1967 w Poznaniu) – polski filozof, psycholog, etyk, prawnik, tłumacz, profesor Uniwersytetu Poznańskiego.

## Życiorys
Maturę filologiczną zdał w Jełatmie. Po maturze podjął studia filozoficzne na Uniwersytecie w Lipsku, gdzie uczestniczył w wykładach Wilhelma Wundta. W 1907 roku powrócił do Lipska, by studiować filozofię, matematykę i fizykę. W latach 1906−1907 studiował filozofię i historię na Uniwersytecie Petersburskim. W 1909 roku studiował psychologię na Uniwersytecie Fryderyka Wilhelma w Berlinie, uczestnicząc w seminarium Carla Stumpfa. W następnych latach kontynuował studia filozoficzne na Uniwersytecie Monachijskim, gdzie był uczniem Hansa Corneliusa. W 1912 roku doktoryzował się na Uniwersytecie Bazylejskim, na podstawie rozprawy Der Wahrheitsbegriff im Pragmatismus.
Od 1914 uczył w szkołach średnich w Warszawie i publikował przekłady z psychologii i etyki. W 1919 roku za sprawą Antoniego Peretiatkowicza zainteresował się teorią prawa i podjął studia prawnicze na Uniwersytecie Poznańskim, gdzie w 1922 obronił rozprawę doktorską z nauk prawnych pt. Psychologistyczna teoria prawa, zawierającą krytykę koncepcji prawa Leona Petrażyckiego. W 1924 roku przeniósł się do Poznania, gdzie złożył rozprawę habilitacyjną, a w 1927 roku został profesorem nadzwyczajnym. W 1934 roku uzyskał tytuł profesora zwyczajnego. Zajmował się działalnością translatorską, tłumacząc na polski ważne dzieła z zakresu prawa, filozofii, etyki i socjologii.
W czasie II wojny światowej ukrywał się w pałacu Zamojskich w Kozłówce i brał udział w tajnym nauczaniu. Po wojnie powrócił do Poznania, gdzie ponownie objął kierownictwo Katedry Teorii Państwa i Prawa, którą kierował do 1960 roku. Wykładał także w Wyższej Szkole Handlowej w Łodzi i na Uniwersytecie Wrocławskim. W 1948 został wybrany członkiem korespondentem Polskiej Akademii Umiejętności.
Czesław Znamierowski był członkiem m.in. Poznańskiego Towarzystwa Przyjaciół Nauk, Towarzystwa Naukowego Warszawskiego, Międzynarodowego Instytutu Filozofii Prawa i Socjologii Prawniczej. 6 grudnia 1965 Uniwersytet im. Adama Mickiewicza w Poznaniu przyznał mu tytuł doktora honoris causa.
Pochowany na cmentarzu Powązkowskim (kwatera 178-6-10/11).

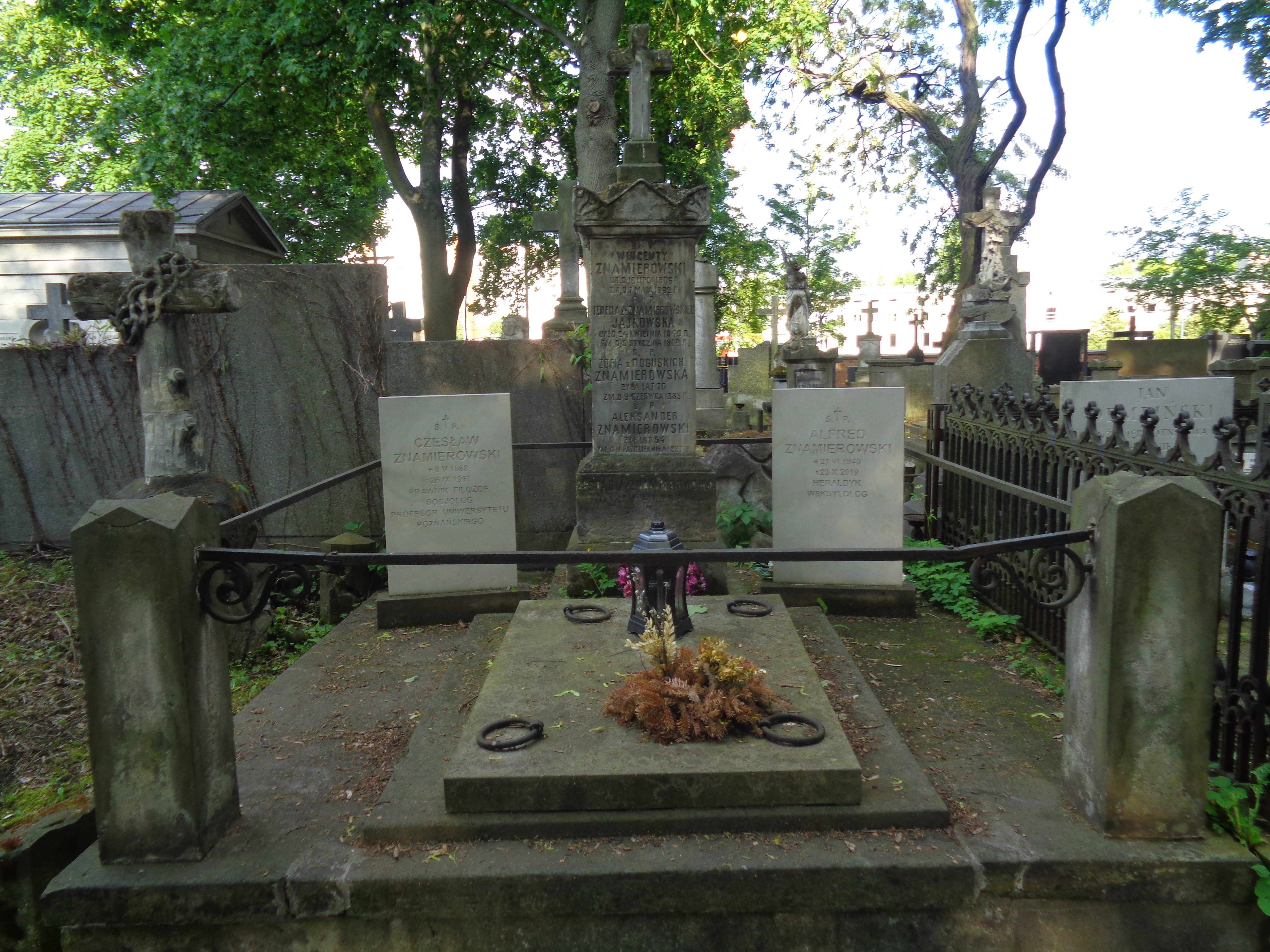
Nagrobek Czesława Znamierowskiego na Cmentarzu Powązkowskim w Warszawie

## Dzieła
- Podstawowe pojęcia teorii prawa, cz. I. Układ prawny i norma prawna, Poznań–Warszawa–Toruń 1924
- Elita i demokracja, Poznań 1928
- Podstawowe pojęcia teorii prawa, cz. II. Prolegomena do nauki o państwie, Warszawa 1930
- Wiadomości elementarne o państwie, Warszawa 1934
- O naprawie studiów prawniczych, Warszawa 1938
- Oceny i normy, Warszawa 1957
- Wina i odpowiedzialność, Warszawa 1957
- Zasady i kierunki etyki, Warszawa 1957
- O małżeństwie, Warszawa 1958
- Rozważania wstępne do nauki o moralności i prawie, Warszawa 1964
- Szkoła prawa. Rozważania o państwie, Warszawa 1988
- Elita, ustrój, demokracja. Pisma Wybrane, Warszawa 2001

## Przekłady (z jęz. angielskiego i łaciny)
- Thomas Hobbes Lewiatan; Elementy filozofii
- John Stuart Mill System logiki dedukcyjnej i indukcyjnej
- David Hume Traktat o naturze ludzkiej
- George Edward Moore Zasady etyki
- Alfred Marshall Zasady ekonomiki
- Bertrand Russell Wstęp do filozofii matematyki